# مقاطعة باغ ملك
مقاطعة باغ ملك (بالفارسية: شهرستان باغ‌ملک) هي إحدى مقاطعات إيران وتقع في محافظة خوزستان. مدينة باغ ملك هي عاصمة هذه المقاطعة. حسب إحصاءات المركز الرسمي للإحصاءات الإيرانية في 2006 كان يسكن مقاطعة باغ ملك 103,217 شخص وكان عدد المساكن 19,841 مسكن. تنقسم هذه المقاطعة لثلاثة بلدات: البلدة المركزية وبلدة صيدون وبلدة ميداوود. للمقاطعة ثلاثة مدن مدينة وهي باغ ملك وصيدون وقلعة تل.